# Ачаирский
Ачаирский — посёлок в Омском районе Омской области России. Административный центр Комсомольского сельского поселения.
Население 2355 чел. (2010) .
Основан в 1919 году .

## История
Основан в 1919 году. В 1928 г. Совхоз № 31 состоял из 38 хозяйств, основное население — русские. В составе Ачаирского сельсовета Ачаирского района Омского округа Сибирского края.

## География
Ачаирский находится на юге центральной части региона, на реке Иртыш.
Абсолютная высота — 84 м над уровнем моря.

## Население
| 2006 | 2010  |
| ---- | ----- |
| 2245 | ↗2355 |

Гендерный состав
По данным Всероссийской переписи населения 2010 года в гендерной структуре населения из 2355 человек мужчин — 1094, женщин — 1261	(46,5 и 53,5 % соответственно)
Национальный состав
В 1928 г. основное население — русские.
Согласно результатам переписи 2002 года, в национальной структуре населения русские составляли 88 % от общей численности населения в 2529 чел..

## Инфраструктура
Администрация поселения. Оздоровительный лагерь.
Развитое сельское хозяйство, в советское время действовал совхоз. Личное подсобное хозяйство.

## Транспорт
Автодорога «Ачаирский — Комсомол» (идентификационный номер 52 ОП МЗ Н-324) длиной 4,34 км..